# Джузепе Гарибалди
Джузепе Гарибалди (на италиански: Giuseppe Garibaldi) е италиански генерал, политик и патриот. Заедно с Камило Кавур, Виктор Емануил II и Джузепе Мацини е смятан за един от „бащите на отечеството" на Италия. Като революционер той взема дейно участие в обединението на Италия и в Италианската революция.
Гарибалди е съдбоносен за италианското Рисорджименто, лично ръководи и се сражава в голям брой военни кампании, които позволяват създаването на обединена Италия. Опитва най-често да действа от позиция на закона, което прави названието „революционер“ неточно: произведен е в звание генерал от временното правителство на Милано през 1848 г., генерал на Римската република от 1849 г. от военния министър и в името и със съгласието на Виктор-Емануил II, води Похода на хилядата.
Наречен е „герой на два свята“ заради участието си във военните действия както в Южна Америка (Бразилия, Уругвай) така и в Европа, които му донасят значителна известност както в Италия, така и в чужбина. Славата му се дължи на силното за времето международно медийно отразяване, което му помага и за което говори понякога с романтизъм, негова епическа поема. Най-големите интелектуалци, включително сред французите, Виктор Юго, Александър Дюма, Жорж Санд му показват своето възхищение. Обединеното кралство и Съединените щати му оказват съществена помощ, предлагайки му финансова и военна подкрепа в трудни обстоятелства.
Твърд републиканец по убеждение, оставя на заден план своите лични виждания, признавайки монархическата власт на Карл Алберт и Виктор-Емануил II, които се превръщат в носители и средоточие на обединителното дело, с което се противопоставя на Мацини, въпреки че бива един от неговите последователи в началото на политическия си живот. Походът на хилядата е кулминационният елемент в делото му: спечелва Юга на полуострова, който поставя под властта на Виктор-Емануил II, с което го прави крал на цяла Италия. Последните му начинания, целящи да интегрират Рим към италианското кралство, са неуспешни.
Гарибалди още приживе се превръща в мит, но има и своите противници – сред консервативните среди и духовенството и сред тези, които не споделят републиканските му убеждения.
В историята остава свързван с червените ризи, носени от доброволците му вместо униформа.

## Ранни години
Ражда се на 4 юли 1807 година в Ница – град, към който през целия си живот ще остане силно привързан. Ница ще претърпи множество изпитания в историята. Град на Сардинското кралство, Ница става френски от 1793 до 1814, по време на революционния и наполеонски (кампаниите в Италия) период, след това отново пиемонтски от 1814, преди да стане окончателно френски през 1860 г., въпреки съпротивата на публичната личност. По време на френския период регистрите на отдела за гражданско състояние са съставени на френски, следователно и детето е записано под името Жозеф-Мари Гарибалди. Кръстен е 19 юли 1807 г. в църквата Сен-Мартен-Сен-Огюстан, намираща се в сегашния квартал на Старата Ница: негов кръстник е Жозеф Гарибалди, а кръстница – Жули-Мари Гарибалди.
През 1814 година графството на Ница бива върнато на Савойската династия според точка първа от Парижкия договор, след победата над Наполеон (през 1805 Наполеон анексира града). Виенският конгрес връща Ница на Виктор-Емануил I от Сардиния през 1814. По това време Гарибалди е на 7-годишна възраст и става поданик на Виктор-Емануил I.
Баща му Джовани Доменико Гарибалди, родом от Киавари, регион Генуа, се заселва в Ница. Той е капитан на търговската флота, братята му са моряци или търговци. Майка му Роза Николета Раймонди е родом от Лоано, в Лигурия. От брака им се раждат шест деца, най-възрастният син Анжело, след това Джузепе, Мишел и Фелис, също така и две момичета починали в ранна възраст.
Родителите му искали Джузепе да стане адвокат, лекар или свещеник, но него не го тегли учението и предпочита физическите дейности и морския живот, бивайки, както обичал да казва, „повече приятел на забавленията, отколкото на учението“. Един ден се сдобива с малка лодка и отплава за Лигюри с няколко спътника, но е заловен и върнат вкъщи на родителите му. Уроците по италиански и антична история, които получава от своя домашен учител, сеньор Арена, бивш боец от кампаниите на Наполеон, създават в младия Джузепе жив интерес към Древен Рим.
Убеждава баща си да му разреши да следва военноморска кариера и на 15 г. постъпва като юнга, по-късно като матрос, след това на 17 г. се качва на шхуната Costanza, командвана от Анджело Песанте от Сан Ремо, заедно с товар портокали. Това му първо пътуване го отвежда в Одеса, в Черно море и до Таганрог (Русия), в Азовско море заради житния пазар.
На 18 г., през 1825, открива Рим, където отива с баща си и товар от вина за поклонниците, дошли на юбилея на папа Лъв XII. Това пътуване до Рим бива едно откритие, но също и заблуда: папският Рим, студен и покварен, е доста различен от този, който си е представял.

## Из европейските морета
През 1827 вдига котва от Ница на борда на бригантината Cortese, плаваща за Черно море, но съдът е нападнат от гръцки корсари, които го плячкосват, обирайки го до дрехите на моряците. Пътуването продължава и на връщане, през август 1828 Гарибалди се разболява и слиза в Константинопол, където остава до края на 1832, отчасти поради Руско-турската война. Присъединява се към италианската общност и преживява, преподавайки италиански, френски и математика.
През февруари 1832 получава разрешително за капитан втори клас (капитан на търговски съдове) и се качва на бригантината La Clorinde, плаваща за Черно море, която пуска котва в Таганрог. След 13 месеца плаване се връща в Ница и още март 1833 заминава за Константинопол. Към екипажа се присъединяват 13 френски пасажери, последователи на Анри дьо Сен Симон, които ще създадат общество недалеч от османската столица. Техният командващ е Емил Баро, професор по реторика, който показва сенсимонистките идеи на Гарибалди. Едно изречение в частност го трогва:
{цитат|Един мъж, който, ставайки космополит, приема човечеството като родина и предлага своя меч и своята кръв за всички хора, които се борят против тиранията, той е повече от войник; това е герой."|Изречение на Баро, дадено от Гарибалди на Александър Дюма в мемоарите, които написва.}}
Корабът оставя французите в Константинопол и продължава към Таганрог. В една странноприемница Гарибалди среща моряк с прякора il Credente („вярващият“), който го запознава с мацинианските идеи на Giovine Italia, за република, национално обединение и независимост. Биографите Джеси Уайт Марио и Джузепе Герцони уточняват, без никаква сигурност, че ставало дума за Джовани Батиста Кюнео от Онеля, политически активен имигрант и член на тайното La Giovine Italia (Млада Италия) движение на Джузепе Мацини.

## Политическо обвързване
Италианският полуостров е разделен от падането на Римската империя на множество малки независими държави. Френската революция и конституцията на Цисалпинската република, след това Италианска република и Италианско кралство (1805 – 1814) разбуждат национално и републиканско чувство. Раждат се бунтовнически движения, такива както през 1820 и 1831. Гарибалди, както много други от поколението му, получава първия си опит за национално италианско съзнание.
За Гарибалди, тезите за борбата за обединение на Италия на Джузепе Мацини изглеждат като пряко следствие от идеите на Баро, първи етап на изкуплението на всичките „потиснати народи“. Това последно пътуване променя живота на Гарибалди; в мемоарите си пише: „Колумб със сигурност не е изпитал толкова задоволство да открие Америка, колкото изпитах да открия някой, който отговаряше за изкуплението на нашето Отечество“. Официалната историография казва, че Джузепе Гарибалди бил срещнал Джузепе Мацини през 1833 в Марсилия и че се бил присъединил към Giovine Italia (Млада Италия), тайната политическа асоциация на Мацини, чиято цел е да преобрази Италия в единна демократична република. Историкът Алфонсо Скироко отбелязва, че докато Гарибалди е във Вилфраншсюрмер (Villefranche-sur-Mer) през август 1833 г., Мацини вече е напуснал Марсилия за Женева през юни.

### От моряк към бандит
В качеството си на моряк Гарибалди трябва да изкара 5-годишна военна служба в Сардинския флот и така се записва през декември 1833 г. Уважавайки традицията, приема за бойно име Cléombrote, герой от Спарта. С приятелите си Едоардо Мютрю и Марко Пе търси да спечели съмишленици за каузата им, обяснявайки я с лекота. Докладвани са на полицията, която ги следи. На 3 февруари 1834 г. Мютрю и Гарибалди са преместени на фрегатата Comte de Geneys, готова да отплава за Бразилия.
На 11 февруари 1834 г. трябва да участва в мацинианско бунтовническо движение в корабостроителницата на Генуа; той трябва да придружи военната операция на генерал Раморино в Пиемонт 1 февруари 1834, целяща събарянето на кралските особи. Гарибалди слиза от кораба, за да се свърже с мацинианците, но неуспехът на бунта в Савоа и предупреждаването на армията и полицията водят до провал на операцията. Гарибалди не се завръща на борда на Comte de Geneys и е смятан за дезертьор. Разпознат като лидер на конспирацията, бива осъден на „срамна смърт“ за неподчинение, също е обявен за враг на отечеството и държавата.
Така Гарибалди става „бандит“. Първо се укрива в Ница, после прекосява границата, за да отиде в Марсилия като гост на своя приятел Джузепе Парес. За да избегне подозрения, приема името Жозеф Пане; през юли отплава за Черно море и през март 1835 се озовава в Тунис. Гарибалди поддържа връзка с мацинианската асоциация чрез играещия ролята на кореспондент Луиджи Канеса и през юни 1835 е посветен в Млада Европа, вземайки за бойно име Борел в памет на мъченика на революционната кауза.
Италия става вече недостъпна за него заради смъртната присъда, която го чака и той се насочва към по-далечни хоризонти. Отдава му се възможност, бригантината Nautonnier която трябва да иде до Рио Де Женейро в Бразилия, 8 септември 1835. Гарибалди се качва на борда от Марсилия под името Джузепе Пане с намерението да разпространи мацинианските идеали. Още повече, Рио включва важно общество от лигуриански моряци, което трябва да позволи незабелязано пристигане.

### Заточението в Южна Америка

#### Ситуацията на южно-американския континент
След наполеонското завладяване на Испания, южно-американските колонии биват въвлечени в процес за независимост, който завършва с победата над Испания. Вице-кралските особи се разделят на редица независими републики, между които Кисплатинската провинция, Аржентинската конфедерация, Парагвай. Що се отнася до Бразилия, след инвазията на Португалия от Наполеон, кралското семейство отива на заточение в Рио де Жанейро и колонията става кралство. Жуау VI се връща в Лисабон заради либералната революция през 1820 г., докато неговият син Пиер става регент на Бразилия. През 1822 г. той става император на Бразилия под името Пиер I. Централизираната около суверена политика води до революционни движения и през 1832 г. е принуден да абдикира в полза на сина си Пиер II.
През 1835 в цяла Южна Америка царува голямо напрежение заради войните за независимост и вътрешните такива.

#### Пристигането в Бразилия
Между декември 1835 и 1848 Гарибалди прекарва дълъг период на заточение в Южна Америка, отговаряйки на молбите на всички онези, които искат да се борят за независимост със същия ентусиазъм, като че ли ставало дума за отечеството му. Установява се първо в Рио де Женейро, посрещнат от малко италианско общество на заточеници и емигранти. По това време разпространява революционните си чувства сред своите сънародници и поддържа контакт с активистите в Европа, Мацини и неговите кореспонденти Антонио Джиглионе и Луиджи Канеса.
Благодарение на подкрепата на Джузепе Стефано Грондона, става президент на клетката на Giovine Italia на южно-американския континент. Членува също и в масонството Asilo di Vertud34.
През септември 1835 г. Бенто Гонсалвес да Силва провежда сепаратистко действие, което води до Риограндеска република (1836) провокирайки реакцията на Бразилската империя. Гарибалди се обявява готов за сражения, за да защити хуманистичните идеали. На 4 май 1837 г. той получава писмо от правителството на Рио Гранди до Сул, с което му е позволено да действа против властта на Бразилската империя. Ще се противопостави на империята като корсар със своя кораб, кръстен Mazzini. На 11 април 1838 г. той отблъсква батальон на имперската бразилска армия (битката при Galpon de Xarqueada) и взема участие редом с генерал Дави Канабаро в превземането на пристанището на Лагуна, столица на провинция Санта Катарина (25 юли 1839), което улеснява създаването на Катариненската република или Република Юлиана. На 15 ноември имперската армия превзема града и републиканците се завръщат по височините, където се провеждат сражения с повече или по-малко успех. Гарибалди е въвлечен за първи път в изцяло наземно сражение, в близост до Форкилас: той атакува със своите моряци и заставя враговете си да се изтеглят.
По време на този период има за любовница Мануела де Паула Ферейра, племенница на Бенто Гонсалвес да Силва, която напуска поради различия в социалното им положение. През 1839, докато е в Лагуна, среща Ана Мария де Хесус Рибейро, почти достигнала пълнолетие. Ражда се идилия между двамата млади, докато Анита е вече омъжена за Манюел Дюранте де Агюиар. Тя напуска Манюел, за да следва Джузепе. Венчават се през 1842 г., след смъртта на първия ѝ съпруг.
От 1836 до 1847 г. Гарибалди взема активно участие в националноосвободителните войни в Латинска Америка. Преди да намери пътя за Бразилия, той първо плава до Тунис. В Бразилия Гарибалди взема присърце каузата на Република Рио Гранде до Сул в опита ѝ да се отдели от Бразилия. По време на тази война той среща Ана Мария Рибейро да Силва (по-известна като Анита). През октомври 1839 г. тя се присъединява към него на борда на кораба му Рио Пардо и участва заедно с Гарибалди в битките при Имбитуба и Лагуна.
През 1841 г. Гарибалди и Анита се преместват в Монтевидео, Уругвай, където Гарибалди работи като търговец и учител. Двамата се женят на следващата (1842) година. Те имат четири деца – Меноти (1840), Росита (1843), Teresita (1845) и Ричоти (1847). През 1848 г. се връща в Италия.

### Обединение на Италия
Когато Пиемонт обявява война на Австрия, Гарибалди събира отряд доброволци и води военни действия в Алпите. След победата на австрийците се отправя за Тоскана, а след това – за Рим, където е избран за депутат в учредителното събрание.
След потушаването на Италианската революция от 1848 – 1849 г. Гарибалди начело на своя корпус поема към Венеция, но е обкръжен и разбит. Попада в плен и е затворен в Генуа. Задържането на Гарибалди предизвиква остри протести, което принуждава правителството да го освободи. На 16 септември 1849 г. Гарибалди отплава за Северна Африка. От 1851 г. нататък става капитан на търговски кораб.
През 1860 г. оглавява Похода на хилядата, освободил Юга на Италия, и осигурява победата на Италианската революция от 1859 – 1860 г. Същата година се жени повторно (след като първата му жена починала), но бракът се оказва неуспешен.
През 1862 и 1867 г. с въоръжена сила се опитва да освободи Рим от властта на Папата. По време на Френско-пруската война от 1870 – 1871 г. се сражава като доброволец на страната на Франция. През 1880 г., след като успява да анулира брака си, се жени за трети път – за Франческа Ариозино. Гарибалди умира 2 години по-късно. Погребан е в своята ферма на остров Капрера заедно с последната си съпруга и някои от децата си.

## Значение
От Похода на хилядата са повлияни много български революционни дейци като Георги Раковски, Петко войвода, Димитър Общи и полковник Стефан Дуньов. През 2010 година в София е открит паметник на Джузепе Гарибалди.
.

### Филмография
- Il piccolo garibaldino, анонимен (1909)
- Il racconto del nonno, на Giuseppe De Liguoro (1910)
- Anita Garibaldi, на Mario Caserini (1910)
- Goffredo Mameli, анонимен (1911)
- I Mille, на Mario Caserini и Alberto Degli Abbati (1912)
- L’Italia s’è desta, на Elvira Notari (1914)
- Gloria ai caduti, на Elvira Notari (1916)
- Seppe morire e fu redento, на Alfredo Robert (1916)
- Il grido dell’aquila, на Mario Volpe (1923)
- Dalle cinque giornate di Milano alla Breccia di Porta Pia, на Silvio Laurenti Rosa (1923)
- La cavalcata ardente, на Carmine Gallone (1925)
- Anita o il romanzo d’amore dell’eroe dei due mondi, на Aldo De Benedetti (1926)
- Garibaldi e i suoi tempi, на Silvio Laurenti Rosa (1926)
- I martiri d’Italia (il trionfo di Roma), на Silvio Laurenti Rosa (1927)
- 1860, на Alessandro Blasetti (1934)
- Piccolo mondo antico, на Mario Soldati (1941)
- Un garibaldino al convento, на Vittorio De Sica (1942)
- Cavalcata d’eroi, на Mario Costa (1951)
- Les Chemises rouges/Червените ризи (Camicie rosse), на Goffredo Alessandrini (1952)
- Eran trecento, на Gian Paolo Callegari (1952)
- Il brigante di Tacca del Lupo, на Pietro Germi (1952)
- Senso, на Luchino Visconti (1954)
- Viva l'Italia!, на Roberto Rossellini (1961)
- La lunga calza verde, на Roberto Gavioli (1961)
- Il Gattopardo, на Luchino Visconti (1963)
- Nell’anno del Signore, на Luigi Magni (1969)
- Bronte. Cronaca de un massacro che i libri di storia non hanno raccontato, на Florestano Vancini (1972)
- Le cinque giornate, на Dario Argento (1973)
- Allosanfan, на Paolo и Vittorio Taviani (1974)
- Il giovane Garibaldi, ТВ филм на Franco Rossi (1974)
- Quanto è bellu lu murire acciso, на Ennio Lorenzini (1975)
- Il Generale, мини-ТВ сериал на Luigi Magni (1987)
- ’O re, на Luigi Magni (1989)
- L’eroe dei due mondi, на Guido Manuli (1995)
- Li chiamarono… briganti, на Pasquale Squitieri (1999)
- Tra due mondi, на Fabio Conversi (2002)
- I Viceré, на Roberto Faenza (2007)
- Eravamo solo mille, мини-ТВ сериал на Stefano Reali (2007)
- Anita, una vita per Garibaldi, на Aurelio Grimaldi

### Паметници на Гарибалди
Голям брой градове разполагат със статуи на Гарибалди, както италиански, така и чуждестранни, например от френските е Ница, родният му град, който в памет му кръщава улица, метростанция, библиотека, гимназия и т.н. Паметник на Гарибалди има и на едноименния площад „Гарибалди" в София.

## Цитирана литература
1. ↑  Kleis, Sascha M. (2012). "Der Löwe von Caprera [The Lion of Caprera]" (in German). Damals (6): 57 – 59
2. ↑  Г. Георгиев, Кой е Джузепе Гарибалди? //  bnews.bg.   13 юни 1910.[неработеща препратка]